# Adolfo Farsari
Vous lisez un « bon article » labellisé en 2011.
Adolfo Farsari est un photographe italien établi au Japon né le 11 février 1841 à Vicence et décédé le 7 février 1898 dans cette même ville.

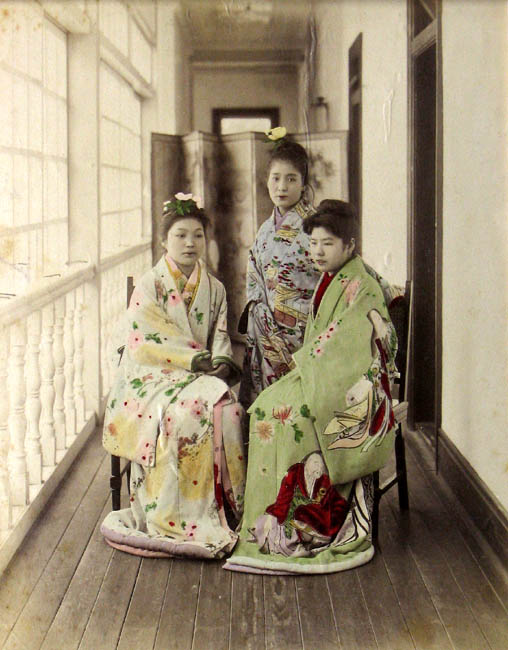
Trois « Yuujo » (courtisanes) posant sur un engawa, vers 1885. Photographie sur papier albuminé.

Après une brève carrière militaire, dont une participation outre-atlantique dans la guerre de Sécession, il s'exila au Japon et se lança petit à petit dans la photographie. Ses réalisations furent très appréciées, en particulier ses portraits et ses paysages, colorés à la main, qu'il vendait le plus souvent à des étrangers de passage au Japon ou y vivant.
Les photos de Farsari furent largement diffusées, présentées et mentionnées dans les livres et périodiques spécialisés, et elles furent même parfois recréées par des artistes sur un autre support. Elles montraient comment le pays du soleil levant était vu de l'extérieur et, dans une certaine mesure, elles influèrent sur la manière dont les Japonais se voyaient eux-mêmes ou voyaient leur pays. Le studio de Farsari, à l'époque le plus ancien studio appartenant à un étranger au Japon, fut l'un des plus importants et des plus prolifiques du pays.
Grâce à sa maîtrise technique et à son caractère entreprenant, Adolfo Farsari eut une influence significative sur le développement de la photographie au Japon.

## Biographie

### Premières années
Adolfo Farsari est né le 11 février 1841 dans la ville de Vicence (alors dans l'empire d'Autriche, aujourd'hui en Italie). Il entra dans l'armée italienne en 1859 (à 18 ans) mais quatre ans plus tard, en 1863, il émigra aux États-Unis. Ce pays étant alors en pleine guerre de Sécession, Farsari, en tant que fervent anti-esclavagiste, s'engagea dans l'armée de l'Union comme soldat de cavalerie volontaire de l'État de New York et il combattit jusqu'à la fin de la guerre. Il épousa une Américaine mais son mariage fut un échec et en 1873, il quitta sa femme et ses deux enfants et partit pour le Japon,.
Installé à Yokohama, il s'associa avec E. A. Sargent pour fonder l'entreprise Sargent, Farsari & Co. qui vendait des accessoires pour fumeurs, de la papeterie, des cartes de visite, des journaux, des magazines, des romans, des livres de conversation anglais-japonais, des dictionnaires, des guides, des cartes géographiques et des photographies du Japon. La personne qui réalisait ces clichés reste inconnue. Farsari fut l'auteur de quelques-unes des cartes, notamment celle de Miyanoshita (dans la région touristique de Hakone) et aussi celle de Yokohama,. Après la fin de son partenariat avec Sargent, la société, qui s'appelait maintenant A. Farsari & Co., publia plusieurs éditions du Guide Keeling du Japon et Farsari lui-même réalisa et publia Mots et phrases japonais à l'usage des étrangers. L'entreprise fut l'un des éditeurs les plus prolifiques de produits destinés à aider les voyageurs, ayant produit son premier guide du Japon en juillet 1880.

### Carrière dans la photographie
Farsari élargit son commerce à celui des photographies commerciales, et, en 1883, il apprit lui-même à en réaliser. En 1885, il s'associa avec le photographe Kozaburō Tamamura pour acquérir le studio Stillfried & Andersen (aussi appelé l'Association photographique japonaise), qui employait 15 personnes,. Le studio possédait plusieurs clichés de Felice Beato qu'il avait obtenus en rachetant celui de Beato en 1877. On ignore combien de temps dura l'association entre Tamamura et Farsari, mais au moins quelques années, avant de se retrouver en concurrence l'un contre l'autre. Farsari agrandit encore son affaire en 1885 avec l'acquisition de la Compagnie photographique de Yokohama, une société en faillite possédée par un certain David Welsh, et il emménagea dans les locaux de cette-dernière (qui se trouvaient en fait juste à côté des locaux de son entreprise à lui). En plus de son studio de Yokohama, Farsari avait également des agents commissionnés à Kobé et à Nagasaki. Fin 1886, Farsari et le photographe chinois Tong Cheong furent les seuls photographes étrangers encore en activité au Japon, mais l'année suivante, il ne restait plus que Farsari.
En février 1886, un incendie détruisit tous les négatifs de Farsari. Celui-ci sillonna alors le Japon pendant cinq mois pour prendre de nouveaux clichés et remplacer ceux qui avaient été perdus. Il rouvrit son studio en 1887. Malgré les pertes dues au sinistre, le stock de Farsari comptait en 1889 plus de 1 000 photographies de portraits et de paysages japonais.

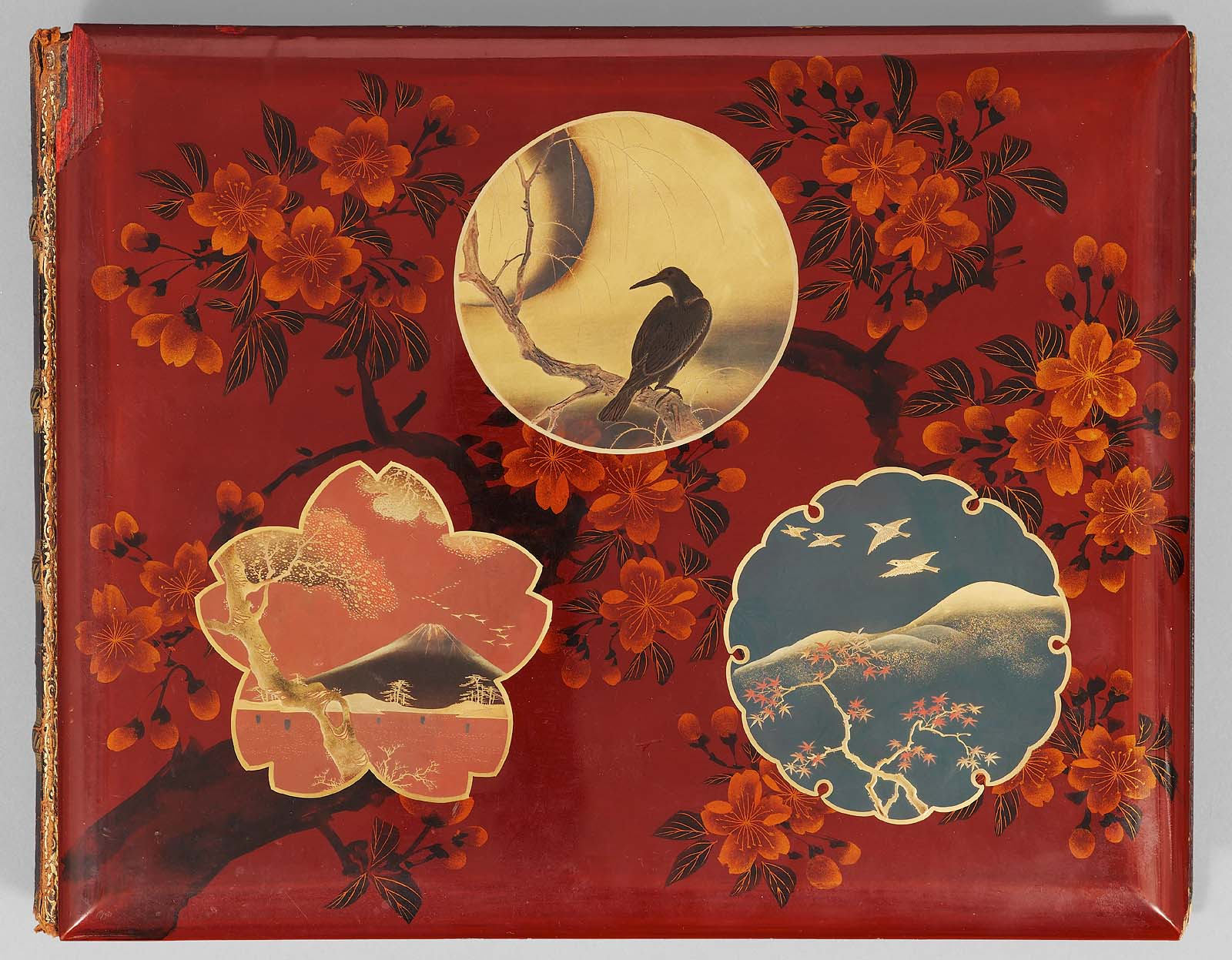
Couverture laquée d'un album de A. Farsari & Co., vers 1890.

À la suite des innovations de Felice Beato et du baron Raimund von Stillfried, Farsari développa la vente des albums photos. Son studio produisait généralement des photographies sur papier albumine sépia monochrome qui étaient colorées à la main avant d'être collées sur les feuilles de l'album. Celles-ci étaient aussi décorées à la main et liées entre les brocarts de soie ou les panneaux de laque avec de l'ivoire, de la nacre ou de l'or. Tout comme ses contemporains, Farsari numérotait et légendait ses photographies dans les images, le plus souvent avec des lettres blanches sur fond noir.
Les albums photos de Farsari se vendaient très bien, surtout auprès des étrangers vivant au Japon ou visitant ce pays. Il employait d'excellents artistes qui coloraient chacun deux ou trois images par jour. Farsari veillaient à ce que les couleurs soient les plus proches possibles de la réalité et à ce que les meilleurs matériaux disponibles soient utilisés. Ainsi, la production de ses produits était coûteuse, mais ils étaient très populaires et leur qualité était appréciée par les Japonais et les étrangers, au point que même Rudyard Kipling fit référence à ceux-ci après sa visite à Yokohama en 1889. La même année, Farsari présenta un album photos de luxe au roi d'Italie. Dans les années 1890, l'excellente réputation du studio lui offrit le droit exclusif de photographier les jardins impériaux à Tokyo.
Les candidats aux postes de coloristes chez A. Farsari & Co. étaient interrogés par Farsari lui-même pour s'assurer qu'ils connaissaient bien les techniques de la peinture japonaise. Une fois embauchés, ils recevaient un enseignement non-rémunéré, puis un salaire de base qui augmentait en fonction de la satisfaction de Farsari pour leur travail. Un coloriste compétent et loyal pouvait espérer gagner le double de ce que lui offraient les autres studios de Yokohama et il lui était permis de doubler son taux de rendement quotidien en travaillant le dimanche. De plus, il recevait régulièrement des primes ou des cadeaux. D'autre part, Farsari se plaignit dans une lettre à sa sœur que, pour motiver ses employés, il devait leur crier dessus, les insulter, ou même les frapper, ce qu'il faisait à horaire fixe. En 1891, A. Farsari & Co. employait 32 personnes dont 19 artistes coloristes.

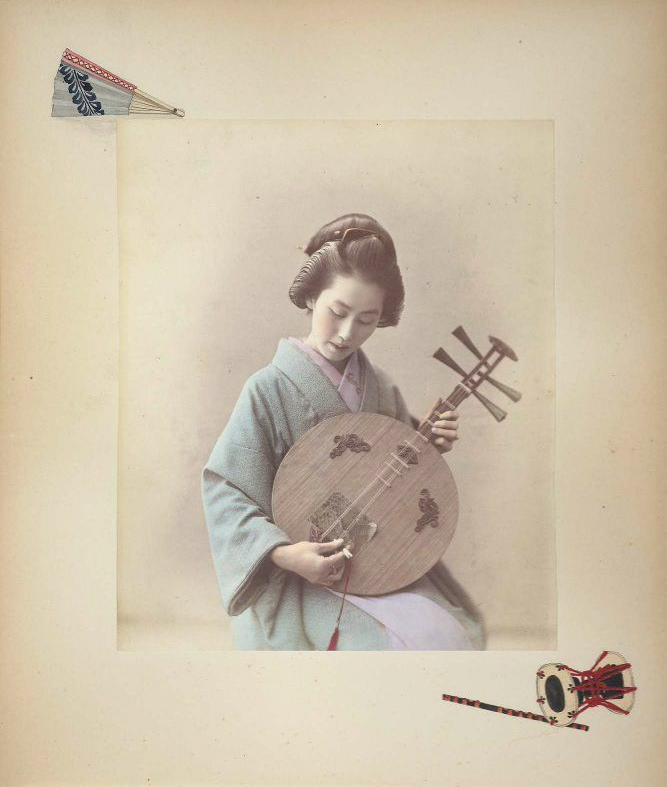
Femme jouant au gekkin, vers 1886.

En 1885, Farsari eut une fille, Kiku, avec une Japonaise qu'il n'épousa pas. Il se décrivait lui-même comme un misanthrope, ne se liant avec presque personne en dehors de son affaire, et sa correspondance indiquait qu'il espérait de plus en plus rentrer en Italie. Il essayait de retrouver sa nationalité italienne qu'il avait perdue lors de son émigration aux États-Unis, et il espérait même être fait cavaliere (chevalier) et entrer ainsi dans l'aristocratie italienne. On ignore s'il a effectivement réussi cela. Néanmoins, en avril 1890, il quitta le Japon pour l'Italie avec sa fille. Le 7 février 1898, Adolfo Farsari mourut dans la maison familiale à Vicence.
Après son départ du Japon en 1890, son studio continua à fonctionner et Farsari resta même légalement le propriétaire jusqu'en 1901, quand Tsunetarō Tonokura reprit l'affaire. Celui-ci, que Farsari connaissait depuis le milieu des années 1870, avait longtemps géré les opérations journalières de l'atelier. En 1904, Tonokura quitta l'entreprise pour ouvrir son propre studio, et un autre ancien employé de Farsari, Tokutarō Watanabe, devint le nouveau propriétaire, juste avant d'être remplacé par l'ancien secrétaire Itomaro Fukagawa. La société fut finalement enregistrée en tant que société japonaise en 1906, et elle continua à fonctionner jusqu'en 1917 au moins, et même peut-être jusqu'en 1923, l'année où Yokohama fut ravagée par le grand tremblement de terre du Kantō. A. Farsari & Co. fut le dernier studio photographique appartenant à un étranger encore en activité au Japon.

## Farsari et leYokohama shashin
Farsari exprime son point de vue de la photographie dans une lettre à sa sœur, il écrit ainsi : « Prendre des photos n'est qu'une chose mécanique ». Quand il décrit son évolution en tant que photographe, il dit : « Je n'ai pas eu de vrai professeur, j'ai tout appris grâce aux livres. J'ai acheté tout l'équipement nécessaire et, sans l'aide de personne, j'ai imprimé, réalisé des clichés, etc. Ensuite, j'ai appris aux autres ».
Les opérations (en particulier celle qui consistait à colorer à la main) et les pratiques des photographes commerciaux japonais et étrangers qui travaillaient à Yokohama des années 1860 jusqu'aux années 1880 étaient désignées par le terme de Yokohama shashin (littéralement « Photographies de Yokohama » ou  « Photographie »  au singulier). Farsari et d'autres photographes - notamment Beato, Stillfried, Tamamura, Kimbei Kusakabe, Kazumasa Ogawa, et Kuichi Uchida - produisaient leurs œuvres avec une combinaison étonnante entre les conventions et les techniques de la photographie occidentale et les traditions artistiques japonaises, en particulier l'ukiyo-e. Ce sont ces photographes qui réalisaient les images par lesquelles l'extérieur percevait le peuple japonais et le Japon de cette époque. Fait intéressant, leurs clichés ont aussi fait évoluer la façon dont les Japonais voyaient leur pays. Avec ces images, les photographes étrangers ont rendu célèbres plusieurs sites qu'ils trouvaient intéressants, et ils ont même ranimé la mémoire des Japonais pour certains sites oubliés, comme le désormais renommé « Daibutsu » (grand Bouddha) du temple de Kōtoku-in à Kamakura. Dans une veine similaire, les photographies de Farsari et d'autres photographes de mausolées Tōshō-gū (dédiés à Ieyasu Tokugawa) ont fait de ces sanctuaires, fréquentés seulement par la population environnante, des grands sites touristiques.

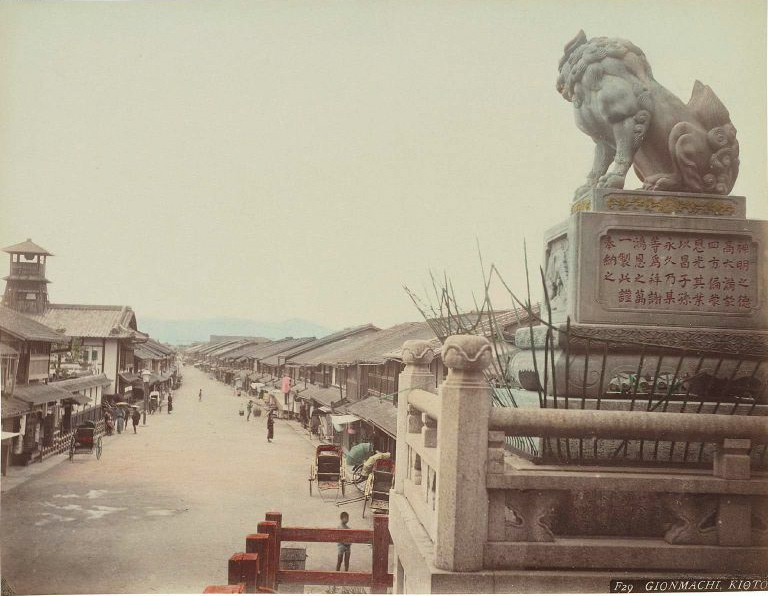
Gionmachi, Kioto, par Adolfo Farsari, vers 1886. Photographie à l'albumine colorée à la main.

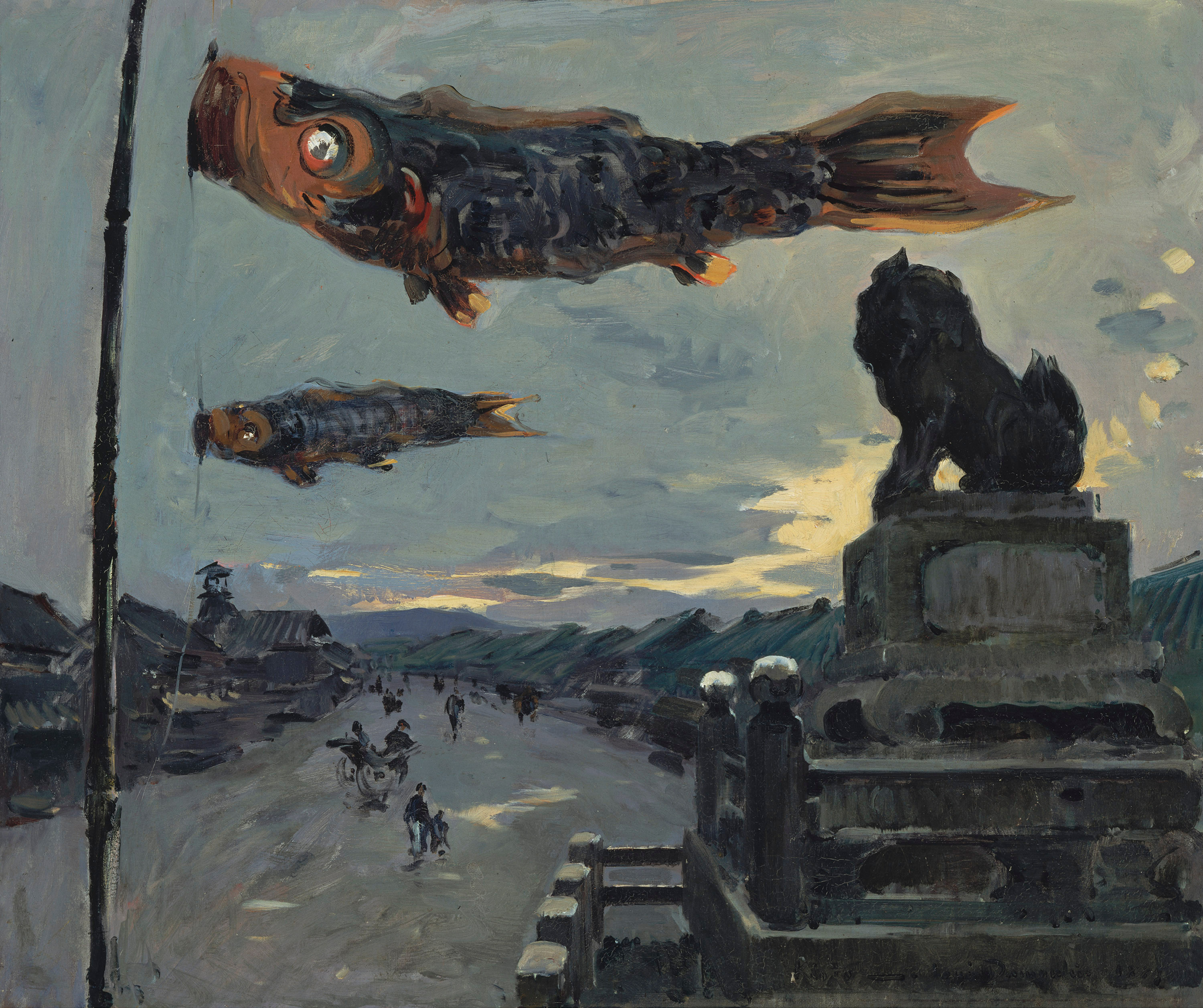
Festival de garçons vu du Bluff, Yokohama, par Louis-Jules Dumoulin, 1888. Peinture à l'huile.

Farsari et d'autres photographes commerciaux du XIXe siècle se focalisaient généralement sur deux types de sujet : les paysages du Japon et les « us et coutumes » de ses habitants. Ces sujets, et la façon dont ils étaient représentés, étaient choisis pour plaire au maximum aux étrangers, et cela avait évidemment un but lucratif. Les photographies coûtaient cher à réaliser et elles valaient donc très cher. Dans les années 1870, au Japon, un portrait photographique coûtait généralement un demi-ryō « par tête », soit la paye mensuelle d'un artisan. Étant donné ces prix, peu de Japonais pouvaient s'offrir des photographies et la clientèle des photographes était surtout constituée de résidents étrangers domiciliés dans les enclaves européennes et américaines : les administrateurs coloniaux, les missionnaires, les marchands et les militaires. Au début des années 1870, les touristes commencèrent à faire partie de cette clientèle. Pour séduire leurs acheteurs, les photographes mirent en scène leurs modèles avant de les photographier, en particulier pour les clichés des « us et coutumes ».
En 1885, Charles J. S. Makin utilisa plusieurs clichés de Farsari pour illustrer son récit de voyage Land of the Rising Sun, Being a Short Account of Japan and the Japanese (« Le pays du soleil levant, bref récit du Japon et des Japonais »). Étant donné que l'impression photomécanique en était encore à ses balbutiements, il était courant pour les artistes et les illustrateurs de créer des œuvres à partir de photographies. Par exemple, de nombreuses gravures de Charles Wirgman pour The Illustrated London News furent basées sur des clichés de Felice Beato, un ami et associé occasionnel de Wirgman. Parfois, le rapport entre l'œuvre et son modèle photographique était flagrant : par exemple, le tableau de 1888 de Louis-Jules Dumoulin, Festival de garçons vu du Bluff, Yokohama (aujourd'hui appelé Bannières en forme de carpes à Yokohama), s'inspire fortement de la photographie de Farsari intitulée Gionmachi, Kioto (aujourd'hui appelée Vue de Shijō-dōri, Kyoto), à la seule différence du lieu qui fut changé dans le titre passant de Kioto à Yokohama.
Pendant la période où l'on utilisait la technique du collodion humide, et avant l'arrivée sur le marché de matériel photographique qui facilitait cette activité (comme la pellicule ou de plus petits appareils photo), et les conséquences de l'augmentation de la photographie amateur, les photographes commerciaux comme Farsari avaient une importance particulière dans l'immortalisation des événements et des monuments. Au Japon avant 1899, quelques photographes devinrent même encore plus importants parce que le gouvernement exigeait que les touristes étrangers demandent un laissez-passer s'ils voulaient voyager dans l'intérieur du pays, et les photographes commerciaux basés au Japon pouvaient ainsi plus facilement accéder à des sites peu fréquentés et les photographier. En 1889, cependant, Farsari estima qu'environ la moitié des touristes à Yokohama étaient des photographes amateurs, et, même si cela était sûrement exagéré, leur présence de plus en plus importante avait un impact négatif sur la vente des photographies. Pour attirer les photographes amateurs dans son studio et acheter le matériel qu'il vendait, Farsari offrait le libre-service gratuit d'une chambre noire.

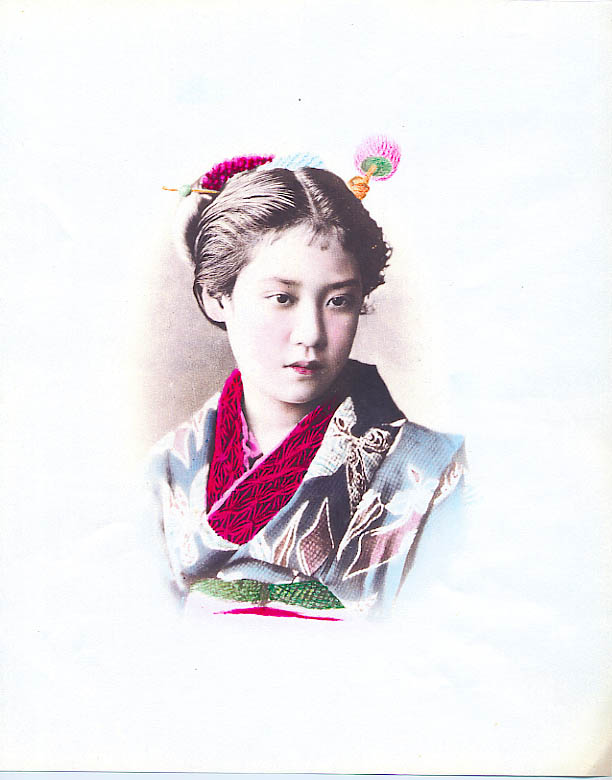
La fille de l'officier, vers 1880. Photographie à l'albumine colorée à la main.

Il est difficile d'attribuer à Farsari la paternité de ses clichés étant donné que les photographes du XIXe siècle avaient l'habitude de vendre des photographies de confrères en les signant avec leur propre nom. Cela était peut-être dû aux échanges habituels de stocks de négatifs entre photographes, ou aux photographes amateurs qui vendaient leurs clichés à plus d'un studio. Ainsi, une photographie signée Farsari pouvait bien être en fait de Beato, de Stillfried & Andersen ou de Kusakabe. La photographie la fille de l'officier en est un exemple, elle est parfois attribuée à Farsari, Stillfried, Kusakabe ou même Shin'ichi Suzuki.
Le studio A. Farsari & Co. exista à l'époque où la photographie fut introduite au Japon, où elle reçut l'influence des photographes étrangers et où elle devint indépendante et spécifiquement japonaise. Juste après l'émergence de la première génération de photographes japonais, l'entreprise contribua beaucoup au développement de la photographie commerciale au Japon en insistant sur la qualité des matériaux, en affinant la fabrication des albums photo (qui devinrent des objets d'art en eux-mêmes), et en utilisant efficacement les propres clichés pour touristes de Farsari pour promouvoir les produits de son studio photographique - un petit exemple d'intégration verticale,.

## Évolution de ses photographies

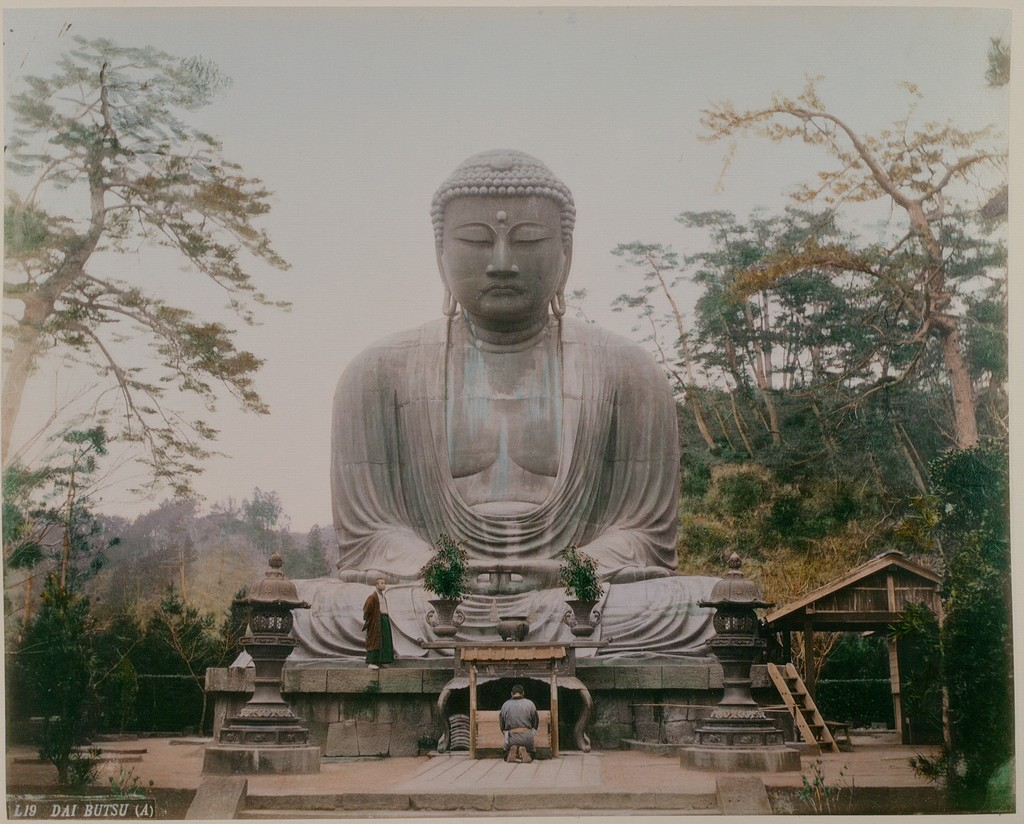
Le Grand Bouddha du temple de Kōtoku-in à Kamakura, entre 1885 et 1890. Photographie à l'albumine colorée à la main.

En son temps, les clichés de A. Farsari & Co. étaient très appréciés et très populaires. Outre l'admiration connue de Kipling, le photographe britannique William Kinnimond Burton déclara la sienne dans un article de 1887 : « Je n'ai vu jamais meilleures photographies couleurs que celles réalisées par Farsari »,. La même année, une critique dithyrambique apparut dans le journal Photographic Times and American Photographer, qui décrivait le travail de Farsari comme étant « presque techniquement parfait », montrant des « proportions artistiques » dans le choix des sujets, et représentant la vie quotidienne des Japonais et des paysages naturels de toute beauté aux Américains qui connaissaient mal ce pays.
Les opinions furent plus tard partagées. Dans un article de 1988, l'historien d'art et de photographie Ellen Handy jugea le studio A. Farsari & Co. comme étant devenu « plus connu pour ses albums photos fabriqués en grande quantité, et moins pour la qualité de ses impressions et la délicatesse de la coloration à la main ». Terry Bennett, un spécialiste des débuts de la photographie en Asie, décrit le travail de Farsari comme étant « incohérent et manquant de la qualité des photographies de Beato, Stillfried ou Kusakabe ». Mais Bennett note que Farsari employait d'excellents artistes, qui utilisaient le meilleur papier disponible et réalisaient d'« étonnantes photographies couleurs ». Pour l'historien Sebastian Dobson, l'importance artistique et historique des clichés de Farsari (et d'autres photographes de Yokohama de la même époque, en particulier Kusakabe et Tamamura) leur font aujourd'hui retrouver une certaine popularité après une longue période où ils étaient considérés comme des produits kitch pour touristes et « perçu par certains comme modelé au maximum pour plaire aux Occidentaux et à l'idée qu'ils se faisaient de l'exotisme ». Les photographies et albums de Farsari sont exposés dans de nombreux musées et collections privées du monde entier, une exposition spécialement dédiée s'est tenue au musée des beaux-arts de Boston en 2004.

## Galerie
Les légendes des photographies indiquent le titre donné par Farsari, l'année de la réalisation, le procédé photographique, et une courte description.

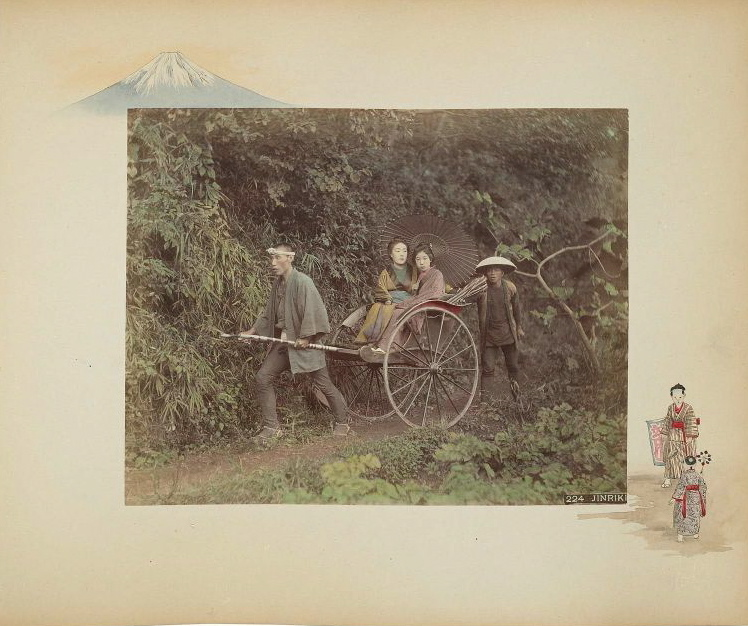
Jinriki, 1886. Photographie couleur à l'albumine décorant un album. Un conducteur de rickshaw, deux passagères et un porteur.
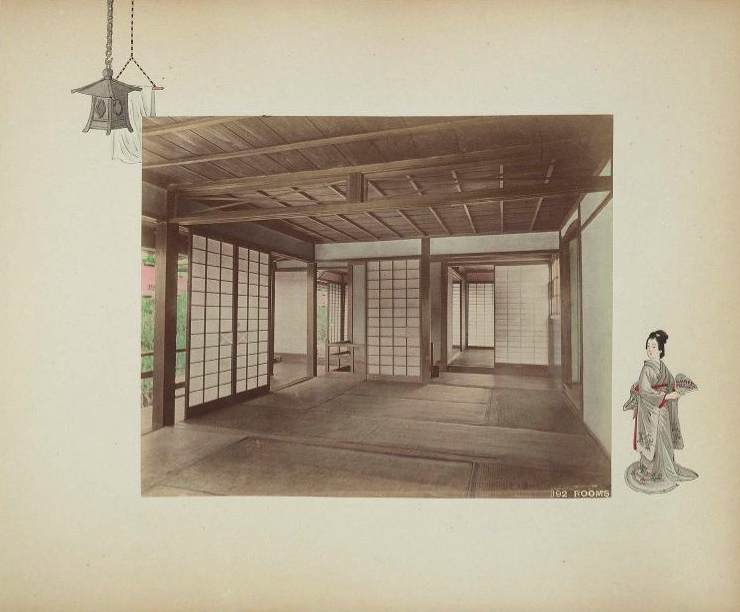
Pièces, 1886. Photographie à l'albumine colorée à la main décorant un album. Intérieur d'une maison japonaise.
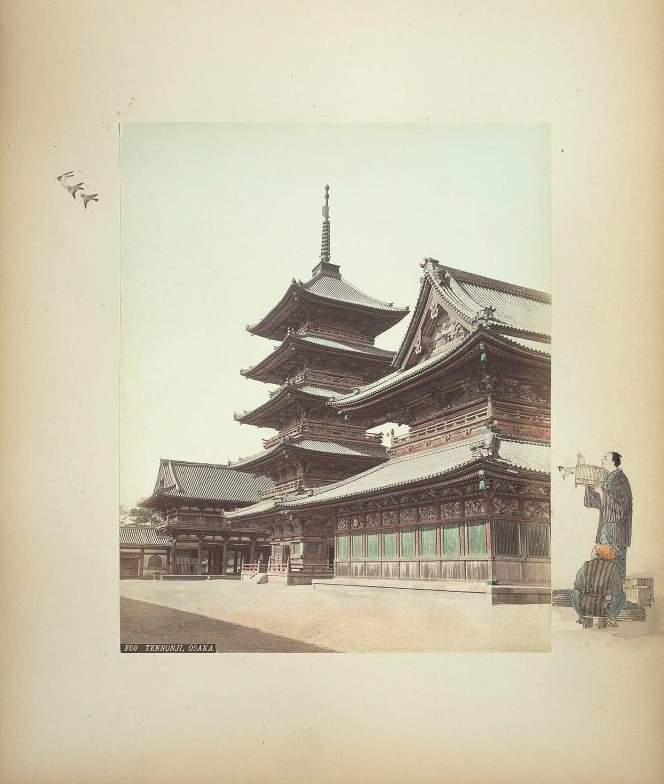
Tennonji, Osaka, entre 1885 et 1890. Photographie à l'albumine colorée à la main décorant un album. Vue du temple de Shi Tennō-ji à Osaka.
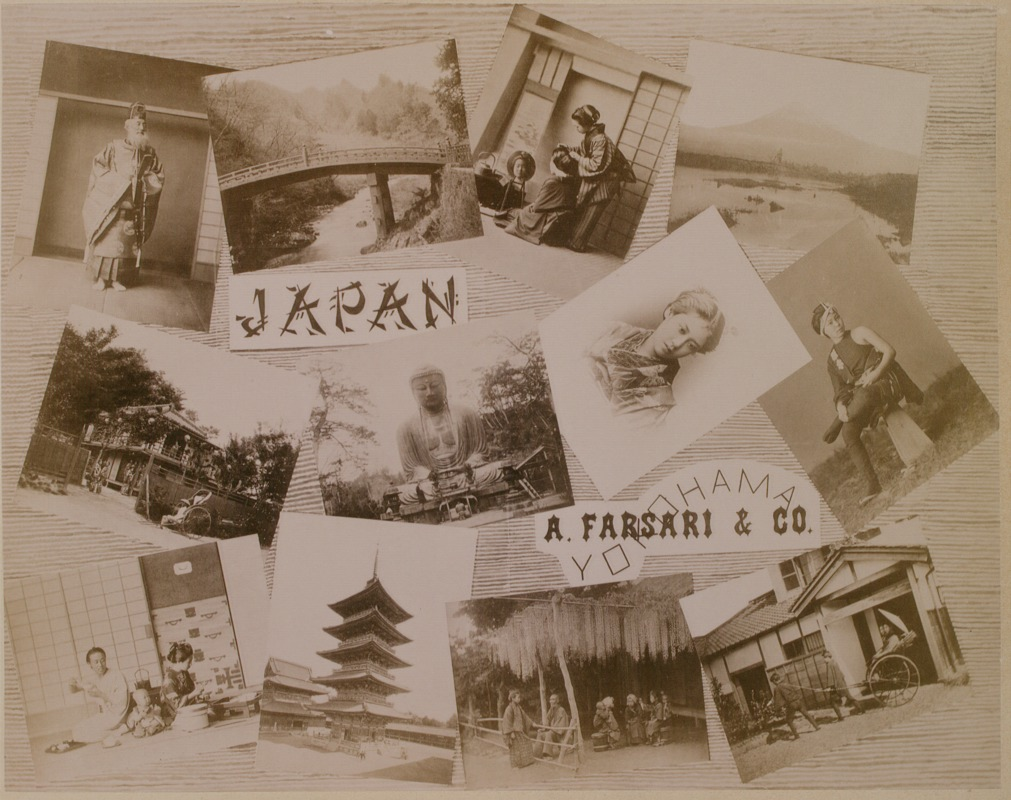
Japon, entre 1885 et 1890. Photographie à l'albumine. Photomontage de plusieurs clichés de A. Farsari & Co..
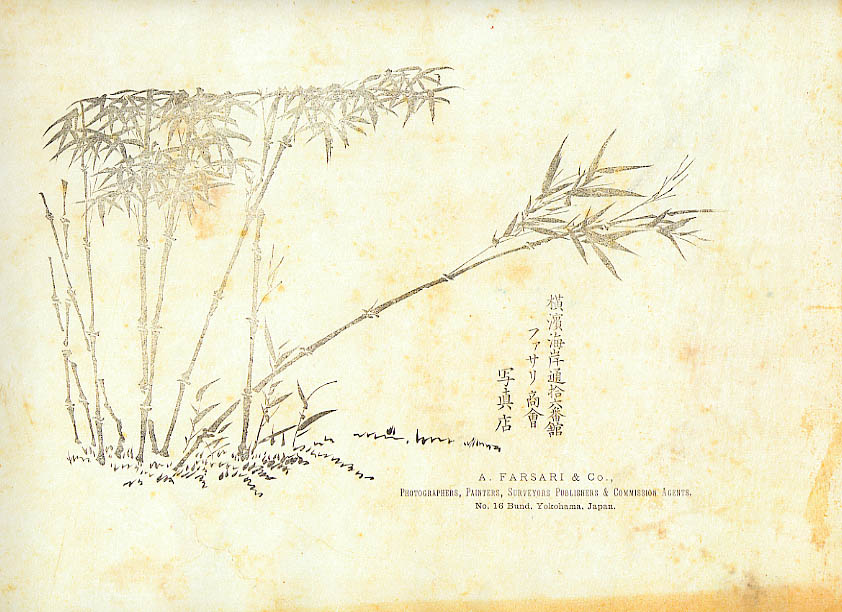
A. Farsari & Co., vers 1890. Page de titre d'un album photo de A. Farsari & Co..
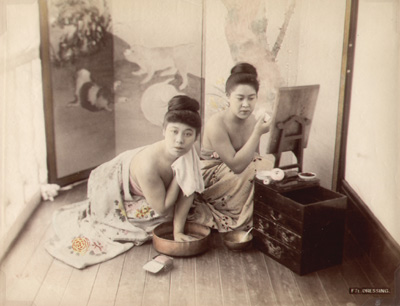
Habillement, vers 1885. Photographie à l'albumine. Deux japonaises se préparant.
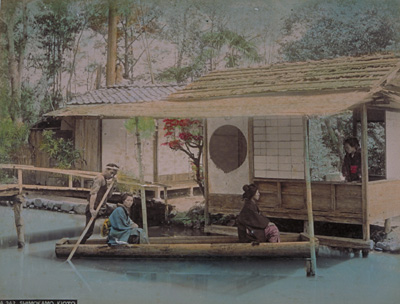
Shimokamo, Kioto. Photographie à l'albumine colorée à la main. Vue d'une maison de thé et d'un bateau de loisir à Shimogamo, Kyoto.
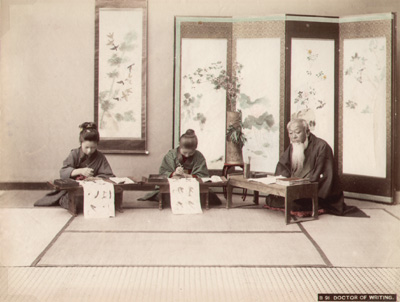
Professeur d'écriture, vers 1885. Photographie à l'albumine colorée à la main. Leçon de calligraphie (mise en scène).
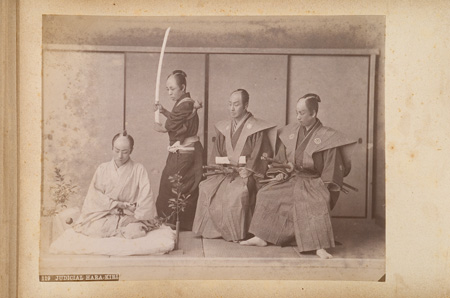
Hara-Kiri. Photographie à l'albumine. Cérémonie du seppuku (suicide rituel).
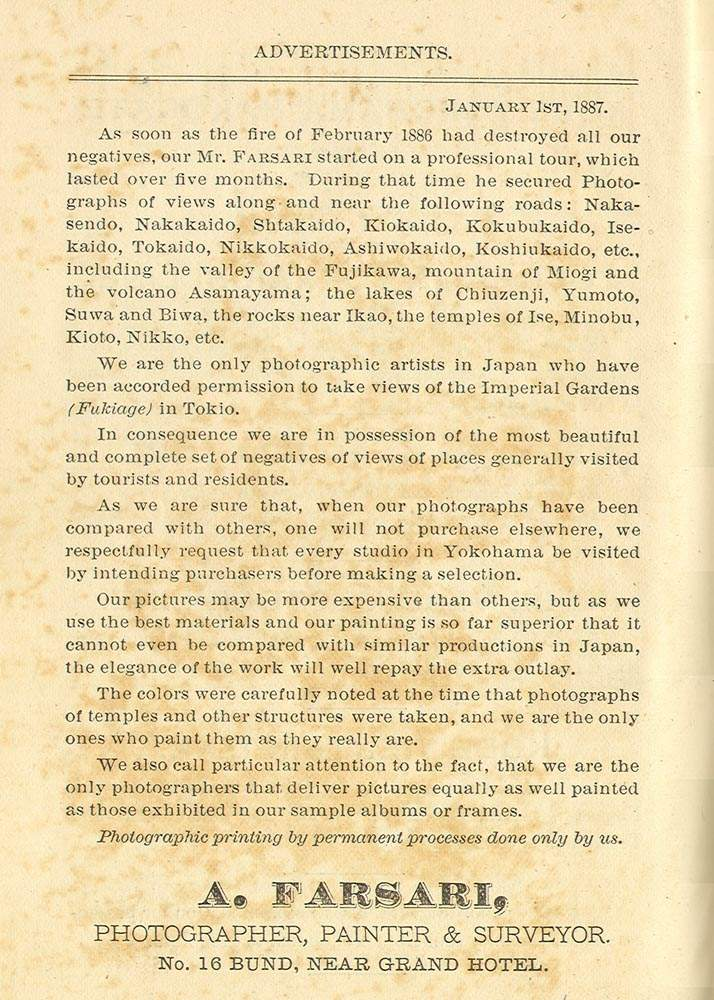
Publicité par le studio A. Farsari & Co., vers 1887. Issue de la 4e édition du Guide Keeling du Japon, 1890.
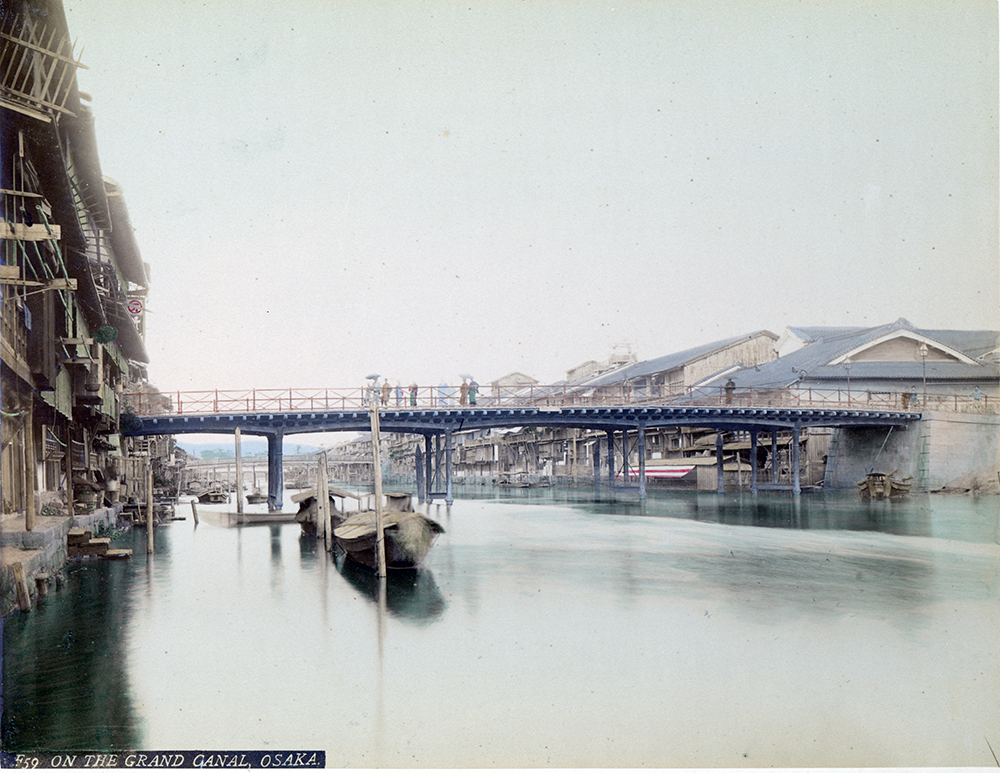
on the grand canal à Osaka